# Aleksandr Makarov (cầu thủ bóng đá, sinh 1996)
Bản mẫu:Eastern Slavic name
Aleksandr Yuryevich Makarov (tiếng Nga: Александр Юрьевич Макаров; sinh ngày 24 tháng 4 năm 1996) là một cầu thủ bóng đá người Nga thi đấu ở vị trí tiền vệ chạy cánh phải cho P.F.K. CSKA Moskva.

## Sự nghiệp câu lạc bộ
Anh có màn ra mắt tại Giải bóng đá Quốc gia Nga cho FC Baltika Kaliningrad vào ngày 27 tháng 3 năm 2016 trong trận đấu với F.K. Torpedo Armavir.
Anh ra mắt tại P.F.K. CSKA Moskva vào ngày 25 tháng 7 năm 2017 tại trận đấu ở Vòng loại 3 UEFA Champions League 2017–18 trước AEK Athens.
Vào ngày 9 tháng 2 năm 2018, Makarov về lại F.K. Tosno theo dạng cho mượn đến hết mùa giải 2017–18.

### Thống kê sự nghiệp
Tính đến 13 tháng 5 năm 2018
| Câu lạc bộ          | Mùa giải             | Giải vô địch                | Giải vô địch | Giải vô địch | Cúp     | Cúp       | Châu lục | Châu lục  | Tổng cộng | Tổng cộng |
| Câu lạc bộ          | Mùa giải             | Hạng đấu                    | Số trận      | Bàn thắng    | Số trận | Bàn thắng | Số trận  | Bàn thắng | Số trận   | Bàn thắng |
| ------------------- | -------------------- | --------------------------- | ------------ | ------------ | ------- | --------- | -------- | --------- | --------- | --------- |
| CSKA Moskva         | 2013–14              | Giải bóng đá ngoại hạng Nga | 0            | 0            | 0       | 0         | 0        | 0         | 0         | 0         |
| CSKA Moskva         | 2014–15              | Giải bóng đá ngoại hạng Nga | 0            | 0            | 0       | 0         | 0        | 0         | 0         | 0         |
| CSKA Moskva         | 2015–16              | Giải bóng đá ngoại hạng Nga | 0            | 0            | 0       | 0         | 0        | 0         | 0         | 0         |
| Baltika Kaliningrad | 2015–16              | FNL                         | 12           | 2            | –       | –         | –        | –         | 12        | 2         |
| Tosno               | 2016–17              | FNL                         | 16           | 4            | 2       | 0         | –        | –         | 18        | 4         |
| CSKA Moskva         | 2017–18              | Giải bóng đá ngoại hạng Nga | 1            | 0            | 0       | 0         | 1        | 0         | 2         | 0         |
| CSKA Moskva         | Tổng cộng (2 spells) | Tổng cộng (2 spells)        | 1            | 0            | 0       | 0         | 1        | 0         | 2         | 0         |
| Tosno               | 2017–18              | Giải bóng đá ngoại hạng Nga | 6            | 0            | 1       | 0         | –        | –         | 7         | 0         |
| Tosno               | Tổng cộng (2 spells) | Tổng cộng (2 spells)        | 22           | 4            | 3       | 0         | 0        | 0         | 25        | 4         |
| Tổng cộng sự nghiệp | Tổng cộng sự nghiệp  | Tổng cộng sự nghiệp         | 35           | 6            | 3       | 0         | 1        | 0         | 39        | 6         |

## Quốc tế
Anh giành chức vô địch Giải vô địch bóng đá U-17 châu Âu 2013 cùng với Đội tuyển bóng đá U-17 quốc gia Nga, anh cũng góp mặt trong đội hình tham dự Giải vô địch bóng đá U-17 thế giới 2013.

## Danh hiệu

### Câu lạc bộ
Tosno
- Cúp quốc gia Nga: 2017–18

### Quốc tế
U-17 Nga
- Giải vô địch bóng đá U-17 châu Âu: 2013